# Eublemma spirogramma
Eublemma spirogramma is een vlinder van de familie van de spinneruilen (Erebidae). De wetenschappelijke naam van deze soort is voor het eerst voorgesteld door Hans Rebel in een publicatie uit 1912.
De soort komt voor in Kaapverdië, Mauritanië, Burkina Faso, Togo, Nigeria, Egypte, Soedan, Ethiopië, Kenia en Zuid-Afrika.